# Chrysocharis boriquenensis
Chrysocharis boriquenensis är en stekelart som beskrevs av Christer Hansson 1987. Chrysocharis boriquenensis ingår i släktet Chrysocharis och familjen finglanssteklar. Inga underarter finns listade i Catalogue of Life.